# PC-FXのゲームタイトル一覧
PC-FXのゲームタイトル一覧（ピーシーエフエックスのゲームタイトルいちらん）では、日本電気ホームエレクトロニクス（NECホームエレクトロニクス）が発売した家庭用ゲーム機であるPC-FX対応として発売されたゲームソフト全62タイトルを列記する。
1994年12月23日に発売されたPC-FXはCD-ROM二倍速ながらも動画の再生を得意としており、『パワードールFX』や『天外魔境 電脳絡繰格闘伝』といった動画を目玉としたソフトを発売してきたほか、ギャルゲー作品も得意としてきた。
その一方で、3Dポリゴンを表示できなかったことや、PCエンジンとの互換性を欠いたことがハード終焉の原因だと指摘されているほか、キラーソフトの不在も指摘されていた。また、『同級生2』などアダルトゲームからの移植もあったが、セガサターンにも同様の作品があったことに加え、Windowsの登場によりPCゲームにおいてもボイス演出が普及していったこともPC-FXの痛手として指摘する声もあった。さらに『ブルーブレイカー 〜剣よりも微笑みを〜』といったPC-FXオリジナル作品もほどなくして競合機種に移植されていったため、どんどん優位性は失われていった。発表や参入のみで発売されなかったソフトも多く、周辺機器においても「FAX用モデム/ソフト」や、「レーザーアクティブ PC-FXパック」などが企画されてはお蔵入りとなった。
ゲームクリエイターの桝田省治は後年のインタビューの中で、この当時のライバルとして3DOがおり、セガサターンやPlayStationといった次世代機への期待が高まっていたため、PC-FXを買うのはマニアばかりであり、女性はほとんどいないと想定していたと振り返っている。
発売年ごとのタイトル数は以下の通り
- 1994年（3タイトル）
- 1995年（12タイトル）
- 1996年（24タイトル）
- 1997年（16タイトル）
- 1998年（7タイトル）

## 凡例
表中では一部記述の省略・略記を行っている。
- 発売日：日本での発売日。
- 販売：販売メーカー。
- ジャンル：ゲームジャンル

- ACT：アクション
- ADV：アドベンチャー
- RPG：ロールプレイング
- SLG：シミュレーション

- SPT：スポーツ
- STG：シューティング
- TBL：テーブル
- アニメ：アニメ情報

- 年齢制限
  - 18推奨：18歳以上推奨ソフト
  - 18禁：18歳未満禁止（アダルトゲーム）
- 備考：上記以外の特記事項がある場合に記載。

## 発売されたタイトル
|    | 発売日         | タイトル                                                      | 販売                                   | ジャンル | 年齢制限 | 備考 |
| -- | -------------- | ------------------------------------------------------------- | -------------------------------------- | -------- | -------- | --- |
| 01 | 1994年12月23日 | 卒業II 〜Neo Generation〜                                     | NECホームエレクトロニクス              | SLG      |          | ローンチタイトル。同名PCゲームの移植版 |
| 02 | 1994年12月23日 | TEAM INNOCENT -The Point of No Return-                        | ハドソン                               | ADV      |          | ローンチタイトル。 |
| 03 | 1994年12月23日 | バトルヒート                                                  | ハドソン                               | ACT      |          | ローンチタイトル。 |
| 04 | 1995年03月24日 | 全日本女子プロレス Queen of Queen                             | NECホームエレクトロニクス              | SPT      |          | 実写取り込みを用いた対戦型格闘ゲームであり、実在の女子プロレスラーが登場している。 『PCエンジン＆メガドライブ発売中止ゲーム図鑑』の著者・鯨武長之介によると、テレビ番組『ゲーム王』にて取り上げられた「ストリートファイト」（未発売）は、同作のプロトタイプではないかと推測している。 |
| 05 | 1995年03月24日 | 麻雀悟空 天竺                                                 | NECホームエレクトロニクス              | TBL      |          | |
| 06 | 1995年03月31日 | 紺碧の艦隊                                                    | NECホームエレクトロニクス              | SLG      |          | |
| 07 | 1995年05月27日 | RETURN TO ZORK                                                | NECホームエレクトロニクス              | ADV      |          | |
| 08 | 1995年07月28日 | 天外魔境 電脳絡繰格闘伝                                       | ハドソン                               | ACT      |          | |
| 09 | 1995年08月12日 | アニメフリークFX Vol.1                                        | NECホームエレクトロニクス              | アニメ   |          | |
| 10 | 1995年09月22日 | パチ夫くんFX 幻の島大決戦                                     | NECホームエレクトロニクス              | TBL      |          | |
| 11 | 1995年11月10日 | キューティーハニーFX                                          | NECホームエレクトロニクス              | ADV      |          | |
| 12 | 1995年11月24日 | ルナティックドーンFX                                          | NECホームエレクトロニクス              | RPG      |          | |
| 13 | 1995年12月22日 | アニメフリークFX Vol.2                                        | NECホームエレクトロニクス              | アニメ   |          | |
| 14 | 1995年12月22日 | アンジェリークSpecial                                         | NECホームエレクトロニクス              | SLG      |          | スーパーファミコン用ソフト『アンジェリーク』に声優による音声を付与した作品。 |
| 15 | 1995年12月22日 | 鬼神童子ZENKI FX 金剛炎闘（ヴァジュラファイト）               | ハドソン                               | ACT      |          | |
| 16 | 1996年01月26日 | ときめきカードパラダイス 〜恋のロイヤルストレートフラッシュ〜 | ソネット・コンピュータエンタテイメント | TBL      | 18推奨   | |
| 17 | 1996年02月23日 | パワードールFX                                                | NECホームエレクトロニクス              | SLG      |          | |
| 18 | 1996年03月08日 | 銀河お嬢様伝説ユナFX 哀しみのセイレーン                       | ハドソン                               | ADV      |          | |
| 19 | 1996年03月15日 | 上海 万里の長城                                               | NECホームエレクトロニクス              | TBL      |          | |
| 20 | 1996年03月22日 | ブルー・シカゴ・ブルース                                      | NECホームエレクトロニクス              | ADV      |          | |
| 21 | 1996年03月29日 | ミラークルム ザ・ラスト・レベレーション                       | NECホームエレクトロニクス              | RPG      |          | |
| 22 | 1996年03月29日 | スーパーリアル麻雀 PV-FX                                      | ナグザット                             | TBL      | 18推奨   | |
| 23 | 1996年04月05日 | アニメフリークFX Vol.3                                        | NECホームエレクトロニクス              | アニメ   |          | |
| 24 | 1996年04月26日 | デア ラングリッサーFX                                         | NECホームエレクトロニクス              | SLG      |          | |
| 25 | 1996年04月26日 | スーパーパワーリーグFX                                        | ハドソン                               | SPT      |          | |
| 26 | 1996年05月17日 | ボイスパラダイス                                              | NECホームエレクトロニクス              | ADV      |          | |
| 27 | 1996年05月31日 | お嬢様捜査網                                                  | NECホームエレクトロニクス              | ADV      |          | |
| 28 | 1996年06月28日 | 虚空漂流ニルゲンツ                                            | NECホームエレクトロニクス              | STG      |          | |
| 29 | 1996年07月12日 | 天地無用!魎皇鬼FX                                             | NECインターチャネル                    | ADV      |          | |
| 30 | 1996年07月26日 | 女神天国II                                                    | NECホームエレクトロニクス              | SLG      |          | |
| 31 | 1996年08月09日 | 同級生2                                                       | NECアベニュー                          | ADV      | 18禁     | |
| 32 | 1996年09月13日 | チップちゃんキィーック!                                       | NECホームエレクトロニクス              | ACT      |          | |
| 33 | 1996年09月27日 | きゃんきゃんバニーエクストラDX                                | カクテル・ソフト                       | ADV      | 18禁     | |
| 34 | 1996年09月27日 | ブルーブレイカー 〜剣よりも微笑みを〜                         | NECホームエレクトロニクス              | RPG      |          | |
| 35 | 1996年10月11日 | ふしぎの国のアンジェリーク                                    | NECホームエレクトロニクス              | TBL      |          | 『アンジェリークSpecial』を題材とボードゲーム |
| 36 | 1996年10月25日 | 赤ずきんチャチャ -お騒がせパニックレース-                     | NECホームエレクトロニクス              | TBL      |          | |
| 37 | 1996年11月08日 | ファーランドストーリーFX                                      | NECホームエレクトロニクス              | SLG      |          | |
| 38 | 1996年12月06日 | アンジェリークSpecial2                                        | NECホームエレクトロニクス              | SLG      |          | 『アンジェリークSpecial』の続編 |
| 39 | 1996年12月20日 | ファイアーウーマン纏組                                        | NECホームエレクトロニクス              | ADV      |          | |
| 40 | 1997年01月24日 | バウンダリーゲート Daughter of Kingdom                        | NECホームエレクトロニクス              | RPG      |          | |
| 41 | 1997年02月28日 | アニメフリークFX Vol.4                                        | NECホームエレクトロニクス              | アニメ   |          | |
| 42 | 1997年03月14日 | ラスト インペリアル プリンス                                  | NECホームエレクトロニクス              | RPG      |          | |
| 43 | 1997年03月28日 | ドラゴンナイト4                                               | NECアベニュー                          | SLG      | 18推奨   | |
| 44 | 1997年04月25日 | スパークリングフェザー                                        | NECホームエレクトロニクス              | SLG      |          | |
| 45 | 1997年05月23日 | Piaキャロットへようこそ!!                                     | カクテル・ソフト                       | SLG      | 18禁     | |
| 46 | 1997年06月06日 | 続 初恋物語 〜修学旅行〜                                      | NECホームエレクトロニクス              | SLG      |          | |
| 47 | 1997年06月27日 | アルバレアの乙女                                              | NECホームエレクトロニクス              | SLG      |          | |
| 48 | 1997年07月04日 | 惑星攻機隊りとるキャッツ                                      | NECホームエレクトロニクス              | SLG      |          | |
| 49 | 1997年07月25日 | となりのプリンセス ロルフィー                                 | NECホームエレクトロニクス              | ADV      |          | |
| 50 | 1997年08月08日 | 超神兵器ゼロイガー                                            | NECホームエレクトロニクス              | STG      |          | PC-FX唯一のシューティングゲーム。 |
| 51 | 1997年08月29日 | アニメフリークFX Vol.5                                        | NECホームエレクトロニクス              | アニメ   |          | |
| 52 | 1997年09月26日 | こみっくろーど                                                | NECホームエレクトロニクス              | SLG      |          | |
| 53 | 1997年10月24日 | みにまむなのにっく                                            | NECホームエレクトロニクス              | ADV      |          | |
| 54 | 1997年11月28日 | カクテルパック                                                | カクテル・ソフト                       | ADV      | 18禁     | 『きゃんバニEXDX』と『Piaキャロ』のセット。 |
| 55 | 1997年12月12日 | ああっ女神さまっ                                              | NECホームエレクトロニクス              | ADV      |          | |
| 56 | 1998年01月16日 | 卒業R 〜Graduation Real〜                                     | NECホームエレクトロニクス              | SLG      |          | |
| 57 | 1998年02月20日 | ルルリ・ラ・ルラ                                              | NECホームエレクトロニクス              | ACT      |          | |
| 58 | 1998年02月27日 | アニメフリークFX Vol.6                                        | NECホームエレクトロニクス              | アニメ   |          | |
| 59 | 1998年03月20日 | 負けるな!魔剣道Z                                              | NECホームエレクトロニクス              | RPG      |          | |
| 60 | 1998年03月27日 | はたらく少女 てきぱきワーキン♥ラブFX                          | NECホームエレクトロニクス              | ADV      |          | |
| 61 | 1998年04月02日 | アンジェリーク 天空の鎮魂歌                                   | NECホームエレクトロニクス              | RPG      |          | |
| 62 | 1998年04月27日 | ファーストKiss☆物語                                           | NECホームエレクトロニクス              | ADV      | 18推奨   | |

## その他
雑誌付録を列記する。
| 発売日         | タイトル                                  | 販売                     | 備考 |
| -------------- | ----------------------------------------- | ------------------------ | --- |
| 1996年7月ごろ  | PC Engine FAN Special☆CD-ROM Vol. 2       | 徳間書店インターメディア | 『PC Engine FAN』1996年9月号に付属。PC-FXのデータベースなどが収録                                                                           |
| 1996年8月ごろ  | PC Engine FAN Special☆CD-ROM Vol. 3       | 徳間書店インターメディア | 『PC Engine FAN』1996年10月号に付属。 |
| 1996年12月ごろ | SUPER PC Engine FAN DELUXE Special☆CD-ROM | 徳間書店インターメディア | 『SUPER PC Engine FAN DELUXE Vol. 1』に付属。付属の「DeveloMagazine出張所」には「でべろ」のプログラムや「ぽっぷるメイル」の体験版などが収録 |
| 1997年5月20日  | SUPER PC Engine FAN DELUXE Special☆CD-ROM | 徳間書店インターメディア | 『SUPER PC Engine FAN DELUXE Vol. 2』に付属                                                                                                 |

## 発売されなかったタイトル
| 作品名                       | 発売元                    | 備考 |
| ---------------------------- | ------------------------- | --- |
| バーチャルインベーダー       | NECホームエレクトロニクス | |
| MASTHERS 遥かなるオーガスタ3 | T&Eソフト                 | |
| ペブルビーチの波濤           | T&Eソフト                 | |
| アドヴァンストV. G-FX        | テイジイエル              | 雑誌「PC Engine FAN」1995年10月号に掲載されたが、11月号にて中止が表明された。 |
| 天外魔境III NAMIDA           | ハドソン                  | Vジャンプ1994年2月号にてアーケードカード専用ソフトとして発表。 その後、PC-FXに移行するも続報が途絶える。 2003年にGCおよびPS2用ソフトとして再度発表された後、2005年にPS2ソフトとして発売された。 また、この準備企画はのちに主要スタッフの桝田省治によって『ハルカ 天空の邪馬台国』として小説化された。 |
| レーシング（仮題）           | 日本物産                  | |
| 麻雀（仮題）                 | 日本物産                  | |
| 英雄志願                     | マイクロキャビン          | 同名PC-98用ソフトの移植作で、1996年4月に発売が予定されていた。SS、PSに移行 |